# Kris Boyd
Kris Boyd (ur. 18 sierpnia 1983 w Irvine) – szkocki piłkarz występujący na pozycji napastnika.

## Kariera klubowa
Boyd swoją piłkarską karierę zaczynał w klubie Kilmarnock. Do pierwszego zespołu trafił w wieku 17 lat w 2000 i w barwach Kilmarnock zadebiutował w Scottish Premier League w ostatniej kolejce sezonu 2000/2001 – 20 maja 2001 w wygranym 1:0 meczu z Celtikiem Glasgow. Kilmarnock w tamtym sezonie zajął 4. miejsce w końcowej klasyfikacji. Po sezonie z Kilmarnock odeszło dwóch czołowych napastników tego zespołu: Ally McCoist oraz Francuz Christophe Cocard. Dlatego też Boyd dostawał więcej szans od menedżera Kilmarnock i w całym sezonie 2001/2002 zdobył 5 bramek, a Kilmarnock zakończył sezonu na 7. miejscu w lidze. W sezonie 2002/2003 Boyd stał się już zawodnikiem pierwszego składu i rozegrał bardzo dobry sezon. Zdobył 12 bramek w Premier League i był jednym z najlepszych strzelców zespołu. Sezon 2003/2004 w wykonaniu Boyda był jeszcze lepszy, który zdobył aż 15 bramek w sezonie, co dało utrzymanie w lidze drużynie Kilmarnock (10. miejsce). W sezonie 2004/2005 Boyd zdobył 17 bramek, a prawdziwy popis dał w meczu przeciwko Dundee United, który Kilmarnock wygrał 5:2, a Boyd strzelił wszystkie 5 bramek dla swojej drużyny. Wyrównał wówczas rekord Kenny’ego Millera Już wtedy chciały go kupić Celtic i Rangers, ale z transferu nic nie wyszło. Po sezonie dostał także oferty z klubów Football League Championship, Cardiff City i Sheffield Wednesday, ale Boyd nie chciał grać na szczeblu drugoligowym.
22 grudnia 2005 ogłoszono jednak, że Boyd od stycznia 2006 będzie zawodnikiem Rangers. 1 stycznia Boyd oficjalnie został nowym graczem Rangersów. Suma transferu opiewała na 500 tysięcy funtów. 7 stycznia Boyd zadebiutował w barwach nowego klubu w 3. rundzie Pucharze Szkocji przeciwko drużynie Peterhead. W meczu tym Boyd ustrzelił hat-tricka, a Rangersi rozgromili 3-ligowca 5:0. W całej rundzie wiosennej ustrzelił dla swojego klubu 20 goli w 17 meczach, a w całym sezonie licząc występy w Kilmarnock zdobył ich aż 37. W lidze strzelał 22 razy zostając królem strzelców ligi. Stał się także pierwszym królem strzelców ligi szkockiej w historii, który strzelał gole dla dwóch różnych klubów w jednym sezonie. Na początku sezonu 2006/2007 Boyd stracił jednak miejsce w podstawowym składzie. Pierwszy mecz opuścił ze względu na kartki z poprzedniego sezonu, a kolejne dwa oglądał z ławki rezerwowych. Trener Paul Le Guen wystawił go dopiero 19 sierpnia w meczu z Hearts i Boyd odwdzięczył się 2 golami. W kolejnym meczu ze swoją dawną drużyną, Kilmarnock, Boyd także zdobył 2 bramki. W sezonie 2006/2007, jak i w sezonach 2008/2009 i 2009/2010 wywalczył kolejne trzy korony króla strzelców Premier League. W 2009 i 2010 roku wywalczył mistrzostwo Szkocji. Z Rangersami zdobył też dwa Puchary Szkocji (2008, 2009) i dwa Puchary Ligi Szkockiej (2008, 2010).
5 lipca 2010 podpisał dwuletni kontrakt z Middlesbrough. Z tego klubu był wypożyczony do Nottingham Forest. Po jednym sezonie spędzonym w Anglii przeniósł się do tureckiego Eskişehirsporu. W grudniu 2011 rozwiązał kontrakt z klubem. Powodem tego były zaległości finansowe wobec gracza. W styczniu 2012 został graczem zespołu MLS – Portland Timbers.
| Sezon   | Klub              | Kraj              | Rozgrywki               | Mecze | Bramki |
| ------- | ----------------- | ----------------- | ----------------------- | ----- | ------ |
| 2000/01 | Kilmarnock        | Szkocja           | Scottish Premier League | 1     | 0      |
| 2001/02 | Kilmarnock        | Szkocja           | Scottish Premier League | 28    | 5      |
| 2002/03 | Kilmarnock        | Szkocja           | Scottish Premier League | 38    | 12     |
| 2003/04 | Kilmarnock        | Szkocja           | Scottish Premier League | 37    | 15     |
| 2004/05 | Kilmarnock        | Szkocja           | Scottish Premier League | 30    | 17     |
| 2005/06 | Kilmarnock        | Szkocja           | Scottish Premier League | 19    | 15     |
| 2005/06 | Rangers           | Szkocja           | Scottish Premier League | 17    | 17     |
| 2006/07 | Rangers           | Szkocja           | Scottish Premier League | 32    | 20     |
| 2007/08 | Rangers           | Szkocja           | Scottish Premier League | 28    | 14     |
| 2008/09 | Rangers           | Szkocja           | Scottish Premier League | 35    | 27     |
| 2009/10 | Rangers           | Szkocja           | Scottish Premier League | 31    | 23     |
| 2010/11 | Middlesbrough     | Anglia            | Championship            | 27    | 6      |
| 2010/11 | Nottingham Forest | Anglia            | Championship            | 10    | 6      |
| 2011/12 | Eskişehirspor     | Turcja            | Süper Lig               | 2     | 0      |
| 2012    | Portland Timbers  | Stany Zjednoczone | MLS                     | 26    | 7      |
| 2012/13 | Kilmarnock        | Szkocja           | Scottish Premier League | 8     | 3      |
| 2013/14 | Kilmarnock        | Szkocja           | Scottish Premiership    | 36    | 22     |
| 2014/15 | Rangers           | Szkocja           | Scottish Championship   | 29    | 3      |
| 2015/16 | Kilmarnock        | Szkocja           | Scottish Premiership    | 29    | 5      |
| 2016/17 | Kilmarnock        | Szkocja           | Scottish Premiership    | 27    | 8      |
| 2017/18 | Kilmarnock        | Szkocja           | Scottish Premiership    | 34    | 18     |
| 2018/19 | Kilmarnock        | Szkocja           | Scottish Premiership    | 19    | 2      |

## Kariera reprezentacyjna
W reprezentacji Szkocji Boyd zadebiutował 11 maja 2006 roku w wygranym 5:1 meczu z Bułgarią, rozgrywanym w ramach Kirin Cup. Boyd wówczas dwukrotnie zdobywał bramki. Także w pierwszym meczu kwalifikacyjnych do Euro 2008 przeciwko Wyspom Owczym Boyd dwukrotnie trafiał do siatki rywali.